# Episodi di Masha e Orso
L'ordine degli episodi trasmessi in Russia prevede la suddivisione in stagioni in base all'anno di trasmissione. In Italia invece la serie viene divisa in stagioni in base alla trasmissione televisiva. Tuttavia la serie su Netflix e sul canale YouTube russo, è stata articolata in Italia in stagioni di 26 episodi, così come la serie è stata ordinata e prodotta. Nella prima stagione, Masha è doppiata da Luca Tesei, nella seconda e terza da Sara Tesei, nella quarta da Sofia Fronzi e dalla quinta da Luna Massari. In Italia questa serie è distribuita da Dall'Angelo Pictures ed è approdata su Rai 2, è in seguito è stata ripresa replicata su Rai Yoyo e sul canale satellitare DeA Junior.

## Prima stagione (2009-2012)
| n° | Titolo originale                | Titolo inglese                             | Titolo taliano               | Prima TV Russia | Prima TV Italia |
| -- | ------------------------------- | ------------------------------------------ | ---------------------------- | --------------- | --------------- |
| 1  | Первая встреча                  | How they met                               | Masha e Orso                 |                 | 2013 rai yoyo   |
| 2  | До весны не будить!             | Don’t Wake till Spring!                    | Orso giochi con me?          |                 | 2013 rai yoyo   |
| 3  | Раз, два, три! Ёлочка, гори!    | One, Two, Three! Light the Christmas Tree! | Buon Natale!                 |                 | 2013 rai yoyo   |
| 4  | Весна пришла                    | Tracks of unknown Animals                  | Di chi sono queste impronte? |                 | 2013 rai yoyo   |
| 5  | Ловись, рыбка                   | Prances with Wolves!                       | Masha piccola infermiera     |                 | 2013 rai yoyo   |
| 6  | Следы невиданных зверей         | Jam Day                                    | Masha cuoca perfetta         |                 | 2013 rai yoyo   |
| 7  | С волками жить…                 | Springtime for Bear                        | Orso si innamora             |                 | 2013 rai yoyo   |
| 8  | Позвони мне, позвони!           | Gone fishing                               | Masha e Orso vanno a pescare |                 | 2013 rai yoyo   |
| 9  | День варенья                    | Call me please!                            | Al lupo al lupo              |                 | 2013 rai yoyo   |
| 10 | Праздник на льду                | Holiday on ice                             | Pattinaggio artistico        |                 | 2013 rai yoyo   |
| 11 | Первый раз, в первый класс      | First Day of school                        | Il primo giorno di scuola    |                 | 2013 rai yoyo   |
| 12 | Граница на замке                | No Trespassing                             | Masha fa la guardia          |                 | 2013 rai yoyo   |
| 13 | Кто не спрятался, я не виноват! | Hide and Seek is not for the Weak!         | Tana per Orso!               |                 | 2013 rai yoyo   |
| 14 | Лыжню!                          | Watch out!                                 | Attenti a Masha              |                 | 2013 rai yoyo   |
| 15 | дальный родственник!            | Little Cousin!                             | Puoi chiamarmi Masha!        |                 | 2013 rai yoyo   |
| 16 | Поправляйся                     | Get well soon!                             | Guarisci presto              |                 | 2013 rai yoyo   |
| 17 | маша + каша                     | Recipe for disaster                        | Ricetta per un disastro      |                 | 2013 rai yoyo   |
| 18 | день стирки                     | Laundry Day                                | Giorno di Bucato             |                 | 2013 rai yoyo   |
| 19 | Маша исполнитель                | The Grand Piano Lesson                     | Masha concertista            |                 | 2013 rai yoyo   |
| 20 | Усатый-полосатый                | Stripes and Whiskers                       | Un amico a strisce           |                 | 2013 rai yoyo   |
| 21 | один дома                       | Home alone                                 | Il magico Natale di Masha    |                 | 2013 rai yoyo   |
| 22 | Вдох! Выдохните!                | Hold your breath                           | Inspirare! Espirare!         |                 | 2013 rai yoyo   |
| 23 | Papa Bear                       | The Foundling                              | Papà Orso                    |                 | 2013 rai yoyo   |
| 24 | Приятного аппетита!             | Bon appétit!                               | Bon appétit!                 |                 | 2013 rai yoyo   |
| 25 | Фокусы для начинающих           | Hokus-Pokus                                | Magia per principianti       |                 | 2013 rai yoyo   |
| 26 | осторожно,ремонт                | Home Improvement                           | Orso imbianchino             |                 | 2013 rai yoyo   |

### Masha e Orso
Masha, una bambina russa, si addentra nella foresta e trova la casa di un Orso, quella mattina andato a pescare. Al suo ritorno, l'Orso cerca di scacciare la bambina via, ma dopo tentativi falliti, diventa finalmente suo amico.

### Orso giochi con me?
Orso va in letargo, ma Masha non lo farà dormire perché vuole giocare con lui.

### Buon Natale!
È Natale e per via di un incidente, Masha e Orso dovranno sostituire Babbo Natale e consegnare i regali a tutta la foresta.

### Di chi sono queste impronte?
Masha trova delle impronte nella foresta e vuole sapere di chi sono, perciò lo chiede a Orso.

### Masha piccola infermiera
I lupi affamati rapiscono Masha e chiedono come riscatto il frigorifero di Orso, ma la bambina si rivela troppo vivace per loro.

### Masha cuoca perfetta
Orso vuole cucinare all'aperto, ma Masha glielo impedisce e quindi se ne va. La bambina allora per farsi perdonare, cucina con diversi ingredienti delle zuppe deliziose.

### Orso si innamora
Orso si innamora di un'orsa e cerca in vari modi di conquistarla.

### Masha e Orso vanno a pescare
Orso insegna a Masha a pescare, e lei pesca un pesce dei desideri.

### Al lupo, al lupo
Orso vuole guardare una partita alla TV, ma Masha non ha intenzione di lasciarlo fare, così Orso le dà un cellulare e la manda a giocare nel bosco, ma la bambina non gli lascia un solo istante di pace (chiamandolo  per qualsiasi ragione banale). Ma quando si trova in reale pericolo Orso non risponde più al telefono.

### Pattinaggio sul ghiaccio
Masha vuole imparare e pattinare ma nessuno vuole insegnarglielo. Quindi farà collaborare Orso e Orsa per farselo insegnare.

### Il primo giorno di scuola
Masha vuole andare a scuola e quindi Orso le fa da insegnante.

### Masha fa la guardia
Orso incarica Masha di difendere il suo orto dai conigli e allora lei si comporta come una guardia.

### Tana per Orso!
Orso vuole fare un cruciverba, ma Masha vuole giocare a nascondino con lui. Orso allora escogita un piano per ingannare la bambina e fare il suo cruciverba in santa pace.

### Attenti a Masha
Orso si sveglia, con un bernoccolo in testa e con un trofeo. Masha e Coniglio raccontano due storie, una vera e una falsa. La storia vera è che Orso aveva costruito una motoslitta e Masha se n'era impossessata, accendendola per sbaglio. Orso, cercando di fermarla, prese accidentalmente il trofeo e quando riuscì assieme a Masha di tornare a casa, un albero causò il bernoccolo alla sua testa.

### Puoi chiamarmi Masha!
Masha fa la conoscenza di un panda amico di Orso e vuole fare amicizia con lui, ma i due litigano per ogni cosa.

### Guarisci presto
Masha crede che Orso sia ammalato e il suo amico ne approfitta per goderne dei benefici.

### Ricetta per un disastro
Mentre Orso gioca a dama al fiume, Masha prepara del porridge delizioso. Ma ne prepara troppo e succede un disastro.

### Giorno di bucato
Masha va da Orso per prendere del latte per il suo maialino ma per la strada si sporca la maglietta e quindi Orso gliene deve preparare un'altra. Purtroppo ogni volta Masha ne sporca un'altra, finendo per sporcare tutte le magliette che Orso aveva steso quella mattina. Di conseguenza è costretta a usare il pannolino.

### Masha concertista
Orso trova un pianoforte nella foresta e Masha vuole imparare a tutti i costi a suonarlo.

### Un amico a strisce
Tigre, un vecchio amico di Orso, viene a trovarlo, ma Masha lo fa infuriare un sacco. I tentativi di scacciarla via, però sono inutili e alla fine Tigre finisce per perdersi. Per fortuna Orso e Masha corrono in suo aiuto.

### Il magico Natale di Masha
Orso vuole festeggiare il Natale da solo, ma non risulta divertente. Quindi Masha e i suoi animali vanno a trovarlo e con un cappello magico esaudiscono tutti i desideri.

### Inspirare! Espirare!
Orso fa una crostata per Orsa con sopra una fragola e Masha vuole mangiarla. Orso rifiutandosi agli inizi, decide di dargliela ma prende il singhiozzo e Orso cerca di curarglielo, ma la bambina finisce per contagiare tutti gli animali della foresta, compresi Orso e Orsa.

### Papà Orso
Masha trova un uovo nel bosco e lo porta ad Orso. Dall'uovo esce un piccolo pinguino che tratta Orso come un padre. Alla fine il piccolo se ne va a vivere in Antartide.

### Bon appetit!
Panda torna dalla Cina ed insieme a Orso e Masha prova a fare i ravioli al vapore.

### Magia per principianti
Durante un temporale, Orso tenta invano di leggere un libro horror, ma Masha viene lo stesso giocando con la magia e provando un baule magico per fare sparire dei conigli che aveva fatto comparire, lo usa con Orso e lo spedisce in Groenlandia, dove anche lì si trova la bambina.

### Orso imbianchino
Orso tenta di appendere un quadro con Tigre ma succederà un disastro e dovrà riverniciare tutta la casa assieme a Masha e successivamente anche con i conigli, i ricci e gli scoiattoli. Quando tuttavia la casa viene finita da riverniciare, accendendo la TV succede il disastro accaduto prima.

## Seconda stagione (2012-2015)
| n° | Titolo originale            | Titolo inglese        | Titolo taliano                   | Prima TV Russia | Prima TV Italia |
| -- | --------------------------- | --------------------- | -------------------------------- | --------------- | --------------- |
| 1  | Идеальная картина           | Picture Perfect       | Un quadro perfetto               |                 | 2013 rai yoyo   |
| 2  | Бежать, бежать лошадь!      | Time to ride my pony! | Corri, corri cavallino!          |                 | 2013 rai yoyo   |
| 3  | Маша рокзвезда              | One-Hit Wonder        | Masha Rockstar                   |                 | 2013 rai yoyo   |
| 4  | Зелье расти                 | Growing Potion        | La pozione per crescere          |                 | 2013 rai yoyo   |
| 5  | Лети, лети!                 | Swept Away            | Vola, vola!                      |                 | 2013 rai yoyo   |
| 6  | Семейный отдых              | All in the family     | Divertirsi in famiglia           |                 | 2013 rai yoyo   |
| 7  | Сладкая жизнь               | Sweet Tooth           | La dolce vita                    |                 | 2013 rai yoyo   |
| 8  | Идеальное фото              | Just one shoot!       | La foto perfetta                 |                 | 2013 rai yoyo   |
| 9  | Это не легко быть маленьким | Kidding around        | Non è facile essere piccoli      |                 | 2013 rai yoyo   |
| 10 | Двоюродный брат тоже        | Two much              | Una cugina di troppo             |                 | 2013 rai yoyo   |
| 11 | Наслаждайтесь поездкой!     | Bon voyage            | Buon viaggio!                    |                 | 2014 rai yoyo   |
| 12 | Медведь и Маша              | Trading Places Day    | Orso e Masha                     |                 | 2014 rai yoyo   |
| 13 | Страшная ночь               | The Thriller Night    | Una notte paurosa                |                 | 2014 rai yoyo   |
| 14 | Опасный красоты             | Terrible Power!       | Una Bellezza pericolosa          |                 | 2015 rai yoyo   |
| 15 | Магическая шляпа            | Hat Trick             | Il cappello magico               |                 | 2015 rai yoyo   |
| 16 | Снимать повороты            | And Action!           | Ciak si gira!                    |                 | 2015 rai yoyo   |
| 17 | SuperMasha                  | Self Made Hero        | Super Masha                      |                 | 2015 rai yoyo   |
| 18 | Раз в год, в день рождения  | Once in a year        | Una volta l’anno, il compleanno! |                 | 2015 rai yoyo   |
| 19 | Случай для Маши             | The Weird Case        | Un caso per Masha                |                 | 2015 rai yoyo   |
| 20 | Танец лихорадка             | Dance Teacher         | La febbre del ballo              |                 | 2015 rai yoyo   |
| 21 | Крик победы                 | Victory Cry           | Il grido della vittoria          |                 | 2015 rai yoyo   |
| 22 | Шаг назад во времени        | Cave Bear             | Salto nel passato                |                 | 2015 rai yoyo   |
| 23 | должна выходить в эфир      | Dear Show             | Va in onda il varietà            |                 | 2015 rai yoyo   |
| 24 | Праздник урожая             | Harvest Party!        | La festa del raccolto            |                 | 2015 rai yoyo   |
| 25 | маленький ниндзя            | Home-Grown Ninjas     | Piccoli ninja                    |                 | 2015 rai yoyo   |
| 26 | До скорой встречи           | See you later         | Ci vediamo presto                |                 | 2015 rai yoyo   |

### Un quadro perfetto
Orso dipinge delle nature morte e Masha crea nel bosco un quadro delle creature della foresta. Ma visto che i colori degli animali del suo quadro non son uguali a quelli reali, Masha dipinge tutti gli animali del bosco.

### Corri, corri cavallino!
Orso e Tigre stanno giocando a scacchi, e Masha decide di sorprenderli con una sola mossa di scacchi.

### Masha Rockstar
Orsa non presta attenzione ai corteggiamenti di Orso, allora Masha propone al suo amico il genere rock.

### La pozione per crescere
Masha beve un intruglio preparato da Orso e diventa un gigante.

### Vola, vola!
Masha trova una scopa volante nel bosco, e la usa per vincere una partita di hockey e per fare scherzi ad Orso, ma la mollerà quando scoprirà che potrebbe diventare una strega.

### Divertirsi in famiglia
Pinguino viene a far visita ad Orso, ma Masha li tiene separati.

### La dolce vita
Masha prepara dei lecca-lecca mentre Orso è a pesca, ma si caria un dente e deve rimuoverlo.

### La foto perfetta
Masha gioca con una potente macchina fotografica a flash e brucia o stordisce ogni cosa, ma non ha fatto i conti con le api che le rovineranno il divertimento.

### Non è facile essere piccoli
Masha combina disastri e quindi viene messa in castigo in faccia al muro. Ma gli animali, ricordandosi di quanto era dura la vita da bambini, decidono di lasciarla andare.

### Una cugina di troppo
A casa di Masha arriva sua cugina, Dasha. Dopo averla vestita come lei, Masha le presenta Orso, ma lei si spaventa.

### Buon viaggio!
Orso vuole fare un viaggio, e Masha allora decide di andare con lui. Ma la bimba fa perdere tempo ad entrambi e alla fine non partono.
NOTE: Nel corso dell'episodio è possibile sentire la marcia russa L'Addio della Slava.

### Orso e Masha
Orso sbatte la testa e diventa come Masha.

### Una notte paurosa
Masha decide di dormire da Orso, ma la piccola non riesce a chiudere occhio perché crede ci sia un mostro.

### Una bellezza pericolosa
Masha si trucca, ma il risultato viene una catastrofe.
NOTE:
- Quando Masha riesce a truccarsi in modo adeguato assomiglia molto a Audrey Hepburn.

### Il cappello magico
Masha trova un cappello dell'invisibilità e lo indossa.

### Ciak si gira!
Masha e Orso vogliono fare un film, ma non riescono a decidere un tema adatto.

### Super Masha
Masha si traveste da supereroe, ma viene derisa. Intanto Orso cerca di recuperare un foglio e rimane bloccato sulla ferrovia. Allora Masha riesce a salvare lui e gli altri animali dal treno, che sta per schiacciarli.

### Una volta l'anno il compleanno
Masha rovina la festa di Orso mangiando tutta la sua torta, allora quando è il suo compleanno le fanno una sorpresa, ma lei crede che si siano dimenticati.

### Un caso per Masha
Masha gioca al detective col suo maiale e riflettono sul caso della scomparsa di Orso, che è tranquillamente seduto su un albero a fare un puzzle.
NOTE:
- L'intero episodio è un riferimento a Sherlock Holmes.
- Masha trova una chiazza di marmellata ai lamponi sul pavimento, ovvio riferimento a Uno studio in rosso.

### La febbre del ballo
Maiale insegna a Masha e Panda a ballare e li fa esibire sul palco.

### Il grido della vittoria
Masha e Orso forte fanno una partita a tennis: chi vincerà?

### Salto nel passato
Orso costruisce una macchina del tempo e lui e Masha incontrano i loro alter ego primitivi.

### Va in onda il varietà
Orso e Panda montano una grande TV, ma Panda e Masha rompono l'antenna e sono costretti a fare loro i canali.

### La festa del raccolto
È la festa del raccolto, e per festeggiarlo gli animali e Orso fanno un ballo magico.

### Piccoli ninja
Orso forte bada a Panda e Masha e per sfuggirgli i due si travestono da ninja e gli fanno degli scherzi.

### Ci vediamo presto
Masha diventa grande e vuole partire per la città, ma Orso non è contento e cerca di trattenerla il più possibile.

## Terza stagione (2015-2019)
| n° | Titolo originale                 | Titolo inglese                    | Titolo taliano                           | Prima TV Russia | Prima TV Italia  |
| -- | -------------------------------- | --------------------------------- | ---------------------------------------- | --------------- | ---------------- |
| 53 | На круги своя                    | Coming Home Ain't Easy            | Il ritorno di Masha                      |                 | 2017 su rai yoyo |
| 54 | В гостях у cказки                | He Fairly Oddparents              | Rane, baci e arti miracolose da definire |                 | 2017 su rai yoyo |
| 55 | Эх, прокачу!                     | Hey, Arnold!                      | Lezioni di guida                         |                 | 2017 rai yoyo    |
| 56 | Страшно, аж жуть!                | It's Scary a Horrified            | Una storia spaventosa                    |                 | 2017 su rai yoyo |
| 57 | На привале                       | On a roll Trouble                 | Le bugie hanno le gambe corte!           |                 | 2017 su rai yoyo |
| 58 | Кошки-мышки                      | Cat and mouse.                    | Come gatto e topo                        |                 | 2017 su rai yoyo |
| 59 | Game Over                        | Game Over                         | Game Over                                |                 | 2017 su rai yoyo |
| 60 | К вашим услугам!                 | At Your Rules!                    | Io, robot                                |                 | 2017 su rai yoyo |
| 61 | Сюрприз! Сюрприз!                | Surprise! Surprise!               | Sorpresa! Sorpresa!                      |                 | 2017 su rai yoyo |
| 62 | Спи, моя радость, усни!          | Please, Sleep, Sleep!             | Ninnananna rock                          |                 | 2017 su rai yoyo |
| 63 | Есть контакт                     | Have contact                      | Veniamo in pace                          |                 | 2017 su rai yoyo |
| 64 | Три машкетёра                    | Three Mashketeers                 | I tre moschettieri                       |                 | 2017 su rai yoyo |
| 65 | С любимыми не расставайтесь      | It's a scary, Horrified Christmas | Canto di Natale                          |                 | 2017 su rai yoyo |
| 66 | Спокойствие, только спокойствие! | Rabbits' huge belly               | Tutto il mondo è un palcoscenico         |                 | 2019 su rai yoyo |
| 67 | Цирк, да и только                | Best Medicine                     | La miglior medicina                      |                 | 2019 su rai yoyo |
| 68 | Квартет плюс                     | Quartet Plus                      | Un quartetto speciale                    |                 | 2019 su rai yoyo |
| 69 | Сколько волка ни корми…          | Relax and Just Relax              | Nuovi arrivi                             |                 | 2019 su rai yoyo |
| 70 | Звезда с неба                    | The Star from the Sky             | Una stellina dal cielo                   |                 | 2019 su rai yoyo |
| 71 | Вот такой хоккей                 | What a Wonderful Game!            | Quest'hockey è okay                      |                 | 2019 su rai yoyo |
| 72 | Шарики и кубики                  | That's Your Cue!                  | Giochi da tavolo                         |                 | 2019 su rai yoyo |
| 73 | Вот как бывает!                  | Monkey Business                   | Vita da scimmia                          |                 | 2019 su rai yoyo |
| 74 | Случай на рыбалке                | Fishy Story                       | Storie di pesca                          |                 | 2019 su rai yoyo |
| 75 | Не царское дело!                 | That's below!                     | Dio salvi la Regina!                     |                 | 2019 su rai yoyo |
| 76 | Вся жизнь — театр                | Tee for Three                     | Tee per tre                              |                 | 2019 su rai yoyo |
| 77 | Вокруг света за один час         | Around the World in One Hour      | Giro del mondo in un giorno              |                 | 2019 su rai yoyo |
| 78 | Кем быть?                        | What to Be?                       | Che cosa farò da grande                  |                 | 2019 su rai yoyo |

## Quarta stagione (2020-2022)
| n°  | Titolo originale       | Titolo inglese          | Titolo taliano             | Prima TV Russia | Prima TV Italia  |
| --- | ---------------------- | ----------------------- | -------------------------- | --------------- | ---------------- |
| 79  | Что-нибудь вкусненькое | Something Yummy         | Un profumino appetitoso    |                 | 2022 su rai yoyo |
| 80  | Большой поход          | Big Hike                | La grande escursione       |                 | 2022 su rai yoyo |
| 81  | Что внутри?            | What's Inside?          | Che cosa c'è dentro?       |                 | 2022 su rai yoyo |
| 82  | Первая ласточка        | The First Robin         | La prima rondine           |                 | 2022 su rai yoyo |
| 83  | Медовый день           | Honey Day               | Dolce come il miele        |                 | 2022 su rai yoyo |
| 84  | Грибной дождь          | Mushroom Rain           | Pioggia di funghi          |                 | 2022 su rai yoyo |
| 85  | Крути педали           | Tour De Forest          | Il giro del bosco          |                 | 2022 su rai yoyo |
| 86  | Живая шляпа            | Finders Keepers         | Ritrovamenti preziosi      |                 | 2022 su rai yoyo |
| 87  | Калинка-малинка        | Berry Naughty           | Lamponi birboni            |                 | 2022 su rai yoyo |
| 88  | День хороших манер     | Mind Your Manners       | Le buone maniere           |                 | 2022 su rai yoyo |
| 89  | Остров сокровищ        | Treasure Island         | L'isola del tesoro         |                 | 2022 su rai yoyo |
| 90  | Лучшая няня на свете   | Masha Knows Best        | Tata Masha                 |                 | 2022 su rai yoyo |
| 91  | Кто за старшего?       | Who's The Boss?         | Chi è il capo?             |                 | 2022 su rai yoyo |
| 92  | Макароны по-флотски    | Pasta la Vista          | Pasta la vista             |                 | 2023 su rai yoyo |
| 93  | Дела сердечные         | Love is in the Bear     | Ah, l'amore, l'amore!      |                 | 2023 su rai yoyo |
| 94  | Танцуют все            | Wish Upon a Star        | Desiderio di Natale        |                 | 2023 su rai yoyo |
| 95  | Тушите. Не тушите      | Firefighter of the Day  | Un estintore per Masha     |                 | 2023 su rai yoyo |
| 96  | Венок из одуванчиков   | Awesome Blossoms        | Una meravigliosa fioritura |                 | 2023 su rai yoyo |
| 97  | Шкатулка с сюрпризом   | Sleeping Beauties       | Belli addormentati         |                 | 2023 su rai yoyo |
| 98  | Удар, еще удар!        | Try, Try Again          | Troppo forte               |                 | 2023 su rai yoyo |
| 99  | Кушать подано!         | How to Train Your Plant | La pianta domestica        |                 | 2023 su rai yoyo |
| 100 | Драконов день          | Princess or Dragon?     | La principessa e il drago  |                 | 2023 su rai yoyo |
| 101 | Мишка на юге           | The Mystery Guest       | Un mostro spaventoso       |                 | 2023 su rai yoyo |
| 102 | Чудо в перьях          | Happily Feather After   | Pennuti sempre benvenuti   |                 | 2023 su rai yoyo |
| 103 | Ехали медведи…         | Sudden Turn             | Un giro in moto            |                 | 2023 su rai yoyo |
| 104 | Спасайся кто может!    | UnBearable Beach        | Tutti in spiaggia          |                 | 2023 su rai yoyo |